# Terraço Itália

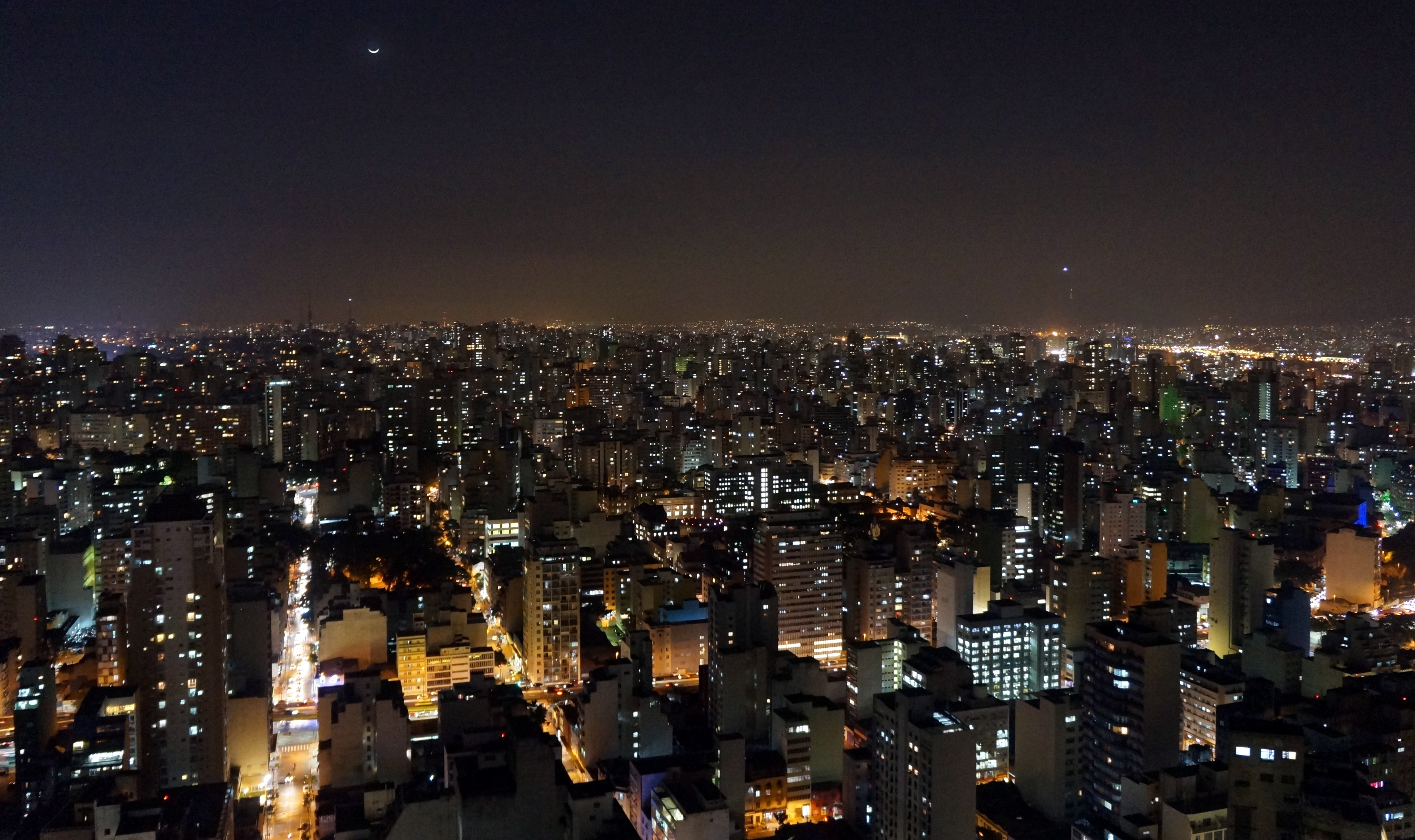
Vista de São Paulo desde el Terraço Itália

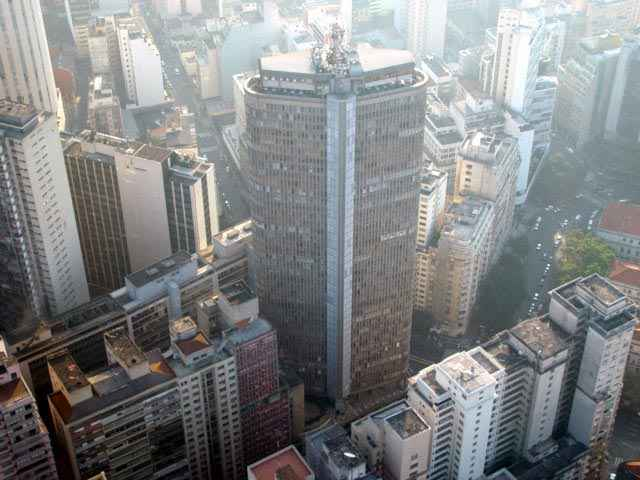
el edificio Italia, en cuyo piso superior funciona el restaurante Terraço Itália

El Terraço Itália es un restaurante especializado en cocina italiana en São Paulo, Brasil. El restaurante funciona en el piso 41 del Edificio Italia, el segundo edificio más alto de la ciudad de São Paulo y el décimo tercero de Brasil. Su fama radica en el amplio panorama de la capital paulista que se aprecia en todas las direcciones gracias a su posición elevada, convirtiéndolo en uno de los principales puntos turísticos paulistanos.

## Historia
El responsable del proyecto fue el italiano Evaristo Comolatti, que decidió trasladarse a São Paulo en 1948 donde terminó fundando el Grupo Comolatti. El restaurante empezó a funcionar el 29 de septiembre de 1967. Con el paso de los años, se ha convertido en una de las atracciones turísticas más conocidas de São Paulo y ha recibido la visita de grandes personalidades, como la Reina Isabel II y el Príncipe Felipe, en 1968.
El establecimiento está dirigido actualmente por Sérgio Comolatti y ya ha sufrido reformas. El nuevo diseño interior fue realizado por el decorador Jorge Elias.
En octubre de 2015, el restaurante sufrió daños y pérdidas de mobiliario tras darse un incendio en su comedor principal. No hubo heridos pero el restaurante permaneció cerrado durante unos días. En noviembre de 2016, un par de paracaidistas burlaron la seguridad del Terraço Itália y se lanzaron en paracaídas desde lo alto del edificio. 